# خرچنگ گرد
خرچنگ گرد (نام علمی: Atelecyclus rotundatus) نام یک گونه از خانواده خرچنگ‌های گرد ناکامل است.